# Ткварчели
Ткварчели (на грузински: ტყვარჩელი; на абхазки: Тҟәарчал; на руски: Ткуарчал или Ткварчели) е град в Абхазия, Грузия. Разположен е на река Галидзга и има жп линия, свързваща го с град Очамчира на 25 km югозападно. Административен център на Ткварчелски район и абхазки град-герой. Към 2011 г. населението му е 5013 души.

## История
Историята на Ткварчели е свързана с добива на въглища, който започва тук през 1935 г. Значението му се увеличава драстично след нахлуването на Германия в СССР по време на Втората световна война, когато СССР губи находищата си на въглища в Донбас. Градът е фактически построен от немски военнопленници в периода 1942 – 1950 г. което му придава уникален архитектурен стил. През следващите години градът динамично се развива като освен въглища произвежда строителни материали, електроенергия и електромеханични изделия.
Но по време на войната в Абхазия (1992 – 1993 г.) градът се оказва под обсада от Националната гвардия на Грузия. В 413-дневната обсада загиват няколкостотин граждани. Войната както и последвалите икономически санкции нанасят непоправими щети на града. Много сгради са напълно разрушени, а други тънат в упадък.
От 1995 г. е административен център на новоформирания Ткварчелски район. През 2008 г. президентът на Абхазия Сергей Багапш присъжда на града званието „Град-герой“.

## Население
През 1989 г. населението на Ткварчели е 21 744 души, но след войната рязко спада. Към 2011 г. тук живеят 5013 души, като етническият състав е: 3334 (66,5%) абхази, 801 (16%) грузинци, 487 (9,7%) руснаци, 69 (1,4%) мегрели, 65 (1,3%) украинци, 54 (1,1%) арменци и 19 (0,4%) гърци.

## Промишленост
В миналото Ткварчели е бил център на въгледобива. Тук е работила ТЕЦ както и заводи произвеждащи електромеханични изделия, строителни материали, хранителни стоки. В следвоенен Ткварчели производството е почти мъртво, след като се е смалило на 90%. Въпреки това градът все още разчита на въглищата, като дава находището да се експлоатира от абхазко-турската компания „Тамсаш“. 75% от бюджетът на града идва от такси от минната дейност на „Тамсаш“. Планира се построяването на циментов завод.